# Ivan Belošević
Ivan Belošević (Sisak, 12 settembre 1909 – Belgrado, 7 ottobre 1987) è stato un calciatore jugoslavo, di ruolo difensore.